# Федеральный парламент Бельгии
Федеральный парламент (нидерл. Federaal Parlement van België, фр. Parlement fédéral belge, нем. Föderales Parlament von Belgien) — законодательный орган (парламент) Бельгии, состоящий из Палаты представителей (нидерл. Kamer van Volksvertegenwoordigers, фр. Chambre des Représentants, нем. Abgeordnetenkammer) и Сената (нидерл. Senaat, фр. Sénat, нем. Senat). Парламент заседает во Дворце Нации в Брюсселе (нидерл. Paleis der Natie, фр. Palais de la Nation, нем. Palast der Nation). Палата представителей — основной законодательный орган. Сенат функционирует только в качестве места встречи представителей федеральных сообществ и регионов.
В конституции Бельгии Федеральный парламент как таковой не упоминается; в ней отмечается, что федеральная законодательная власть осуществляется Королём и Палатой представителей (и в отдельных случаях Сенатом), а также определяет случаи, когда проводится объединённое заседание палат.

## Палата представителей
Депутат Палаты обязан быть не младше 21 года, иметь гражданство Бельгии и постоянно проживать в стране.
Количество мест в Палате конституционно установлено в 150 избираемых, представляющих 11 избирательных округов. Округа разделены по языковому принципу: 5 фламандских (79 мест), 5 валлонских (49 мест) и двуязычный район Брюссель-Халле-Вилворде (22 места). Каждому округу предоставляется количество мест, пропорциональное его населению (не числу избирателей), от 4 для Люксембурга до 24 для Антверпена. У всех округов есть избирательный порог 5 %, за исключением Брюсселя-Халле-Вилворде и Лёвена; все округа являются одноязычными, за исключением Брюссель-Халле-Вилворде, который включает в себя как 19 двуязычных муниципалитетов столичного брюссельского региона, так и около 35 нидерландоязычных муниципалитетов во Фламандском Брабанте.
Нынешний состав Палаты представителей был избран на федеральных выборах 2019 года.

## Сенат
С 2014 года Сенат состоит из 60 членов. Есть две категории сенаторов: кооптированные сенаторы и сенаторы общинных и региональных парламентов.
50 сенаторов избираются местными и региональными парламентами: 29 — фламандским парламентом, 10 — парламентом французского сообщества, 8 — валлонским парламентом, 2 — франкоязычной группой парламента Брюссельского столичного региона и ещё один — Парламентом немецкоязычного сообщества.
Десять других сенаторов кооптированы: избираются другими пятьюдесятью сенаторами. Требования к сенаторам идентичны требованиям для депутатов Палаты представителей (возраст, гражданство, постоянное проживание на территории Бельгии).
До 2014 года Сенат состоял из 71 сенатора, только 21 из которых избирались парламентами общин. 25 непосредственно избирались фламандско-говорящим избирательным округом и 15 франкоязычным избирательным округом. Последние прямые выборы этих 40 членов состоялись на федеральных выборах 2010 года. Выборы 2014 года были первыми после реформы Сената.
Председателем Сената с 2014 года является Кристин Дефрень (Партия «Реформаторское движение»). Сенат также проводит свои пленарные заседания во Дворце Нации в Брюсселе.

## Законодательная процедура
После выборов 21 мая 1995 года полномочия Палаты представителей и Сената были разделены, в результате чего последний получил меньше полномочий, чем Палата представителей. До этого Палата представителей и Сенат выполняли одинаковую парламентскую работу на равных основаниях, но теперь существуют три различные законодательные процедуры, которые могут быть применены: однопалатная процедура, факультативная двухпалатная процедура и обязательная двухкамерная процедура.
В определённых вопросах обе палаты имеют одинаковую силу. К ним относятся конституционные изменения, законы, требующие квалифицированного большинства, законы об базовой структуре бельгийского государства, законы, утверждающие соглашения о сотрудничестве между Федеративным государством, общинами и регионами, законы об утверждении международных договоров и законы об организации судебной власти, Государственного совета и Конституционного суда. В этом случае применяется обязательная двухпалатная процедура, что означает, что обе палаты должны принять абсолютно одинаковую версию законопроекта.
Для большинства других законов Палата представителей имеет преимущественную силу перед Сенатом, и применяется факультативная двухпалатная процедура. Это означает, что Сенат все ещё может в определённые сроки рассматривать законопроекты, давать им свою оценку и вносить поправки, если на то есть основания. Палата может впоследствии принять или отклонить поправки, предложенные Сенатом, или внести новые предложения. Сенат также может представить принятый им законопроект в Палату, которая может одобрить, отклонить или изменить его. В любом случае, последнее слово сохраняется за Палатой представителей.
Однопалатная процедура применяется в тех случаях, когда Палата представителей имеет исключительные полномочия принимать законы. Это означает, что Сенат не может вмешиваться в процедуру и что для принятия законопроекта его одобрения Сенатом не требуется. Вопросы, за которые несет исключительную ответственность Палата представителей, включают натурализацию, министерскую ответственность, государственный бюджет и военные квоты.

## Соединённые палаты
Соединённые палаты (нидерл. Verenigde Kamers, фр. Chambres réunies, нем. Vereinigten Kammern) — орган, объединяющий обе палаты Федерального парламента в ходе совместной сессии. Соединённые палаты собираются только в особых случаях, перечисленных в бельгийской конституции, в частности:
- Король должен дать конституционную присягу перед Соединёнными палатами (ст.91 Конституции);
- Соединённые палаты должны принять решение о регентстве в случае, если наследник Короны — несовершеннолетний или неспособен править (ст.92 и 93 Конституции);
- Регент в случае своего избрания также должен дать конституционную присягу перед Соединёнными палатами (ст.94 Конституции);
- В случае если династия прервалась и трон оказался пустым, Соединённые палаты должны избрать нового короля (ст.95 Конституции). Соединённые палаты никогда не созывались на основании этой конституционной статьи, поскольку Саксен-Кобург-Готская династия, вступившая на бельгийский престол в 1831 году, до сих пор удерживает его.

Последний раз Соединённые палаты собирались 21 июля 2013 г., когда конституционную присягу давал действующий король Филипп.
Соединённые палаты также несколько раз собирались на внеочередные сессии. 8 августа 1870 года король Леопольд II выступил перед Соединёнными палатами с речью о бельгийской позиции во франко-прусской войне 1870 года и выразил надежду, что нейтралитет Бельгии в этом конфликте не будет нарушен. Соединённые палаты также собрались 4 августа 1914 года, в день начала Первой мировой войны в Бельгии и 22 ноября 1918 года, после перемирия 11 ноября 1918 года и прибытия бельгийского короля Альберта I в Брюссель.